# Act I: The Lake South, The River North
Albums de The Dear Hunter
Act II: The Meaning of, and All Things Regarding Ms. Leading
(2007)
Act I: TheLake South , TheRiver North est le premier album studio du groupe de rock progressif américain The Dear Hunter. Il est sorti le 26 septembre 2006 sur Triple Crown Records.
L'album est la première partie d'une série d'albums concepts narrant l'histoire d'un jeune homme du début du XXe siècle en six actes. Ce premier acte traite de la conception et la naissance du personnage principal - connu seulement comme The Dear Hunter ou "The Boy" - fils d'une prostituée nommée Mme Terri. Il décrit l'enfance du personnage principal.